# ティエリー・ブーツェン
ティエリー・マルク・ブーツェン（Thierry Marc Boutsen、1957年7月13日 - ）は、ベルギーのブリュッセル生まれの元レーシングドライバー。
フジテレビF1中継などによる「ブーツェン」表記が定着する以前には、「ブートセン」や「ボウセン」とされることもあった。

## プロフィール

### 初期の経歴
1978年にベネルクス・フォーミュラ・フォード1600で18戦中15勝の成績を収め、1980年のヨーロッパ・フォーミュラ3選手権に参戦。ミケーレ・アルボレート、フィリップ・アリオー、フィリップ・ストレイフ、コラード・ファビなど、のちにF2、F1でも同時期参戦することになるドライバーも多くエントリーしている中、シーズン3勝を挙げてアルボレートに次ぐ選手権2位を獲得する。

### F2
1981年からF2へとステップアップ。2回の優勝と、5回のPPを獲得しジェフ・リースに次ぐ選手権2位を獲得する。同年11月1日決勝の鈴鹿JAFグランプリに招待され、中嶋悟に次ぐ2位を獲得している。また、このシーズン中のブーツェンの活躍にF1関係者からもコンタクトがあり、マクラーレンのロン・デニスからテストに招かれMP4/1Bをドライブしたほか、ブラバムのバーニー・エクレストンからも接触があり、11月5日にポール・リカール・サーキットにてBT49Cをテストしている。
ホンダがエンジン供給で参加していたヨーロッパF2を注視していた元ホンダF1監督の中村良夫もブーツェンに注目しており、ホンダの出資により設立準備を進められていたスピリット・レーシングのジョン・ウィッカムに中村が「ティエリーがいいんじゃない?」とブーツェンの起用を進言。スピリット・ホンダの契約ドライバーとなった。

### スピリット・ホンダ
1982年のヨーロッパF2選手権ではホンダエンジン「RA262E」を搭載するスピリット・201で3勝を挙げ、チャンピオン争いに加わりランキング3位を得た。前年に続いて全日本F2選手権にもスポット参戦し、鈴鹿グレート20レーサーズで4位に入っている。同年オフの11月からは、チームメイトのステファン・ヨハンソンと共にF1用のホンダV6ターボエンジンを積んで改良が加えられた201のテストドライブを重ね、翌1983年に予定されていたホンダのF1復帰ドライバーの候補となっていたが、スピリット・ホンダの計画はF1に1カー体制でエントリー申請していた為、2人のうちどちらかが外れる運命にあった。イギリス各地やアメリカ・ブラジルなどへのテスト遠征を経て、F1参戦ドライバーにはヨハンソンが選ばれた。ブーツェンが長期テストなどで常に恋人（のちの夫人）パトリシアを帯同させる事をホンダ首脳内では快く思わない人物がいたとされ、前出の中村はブーツェンかジェフ・リースがF1に向いていると思っていたが、あくまでアドバイザーでの意見のため実際には行使されなかったという。約6年後に対談した中村はブーツェンに「あの時はホンダが失礼をしましたね.笑」と自身の言葉がきっかけでホンダ陣営に引き入れながら1年での放出となったブーツェンに談笑の中ではあったが謝罪をしている。
スピリット・ホンダでのF1デビューが絶たれたブーツェンはプロジェクトから離れ、同郷の先輩であるジャッキー・イクスの支援を受け別のシートを探すことになった。

### F1

#### アロウズ時代
1983年
F2での実績とイクスからの推薦もあり、アロウズのジャッキー・オリバーとの交渉に成功。第6戦ベルギーGPよりチコ・セラに代わり、アロウズからF1デビュー。10戦中リタイヤ2回と堅実に完走し、うち7位2回・9位2回と計4度のシングルフィニッシュを記録した。
1984年

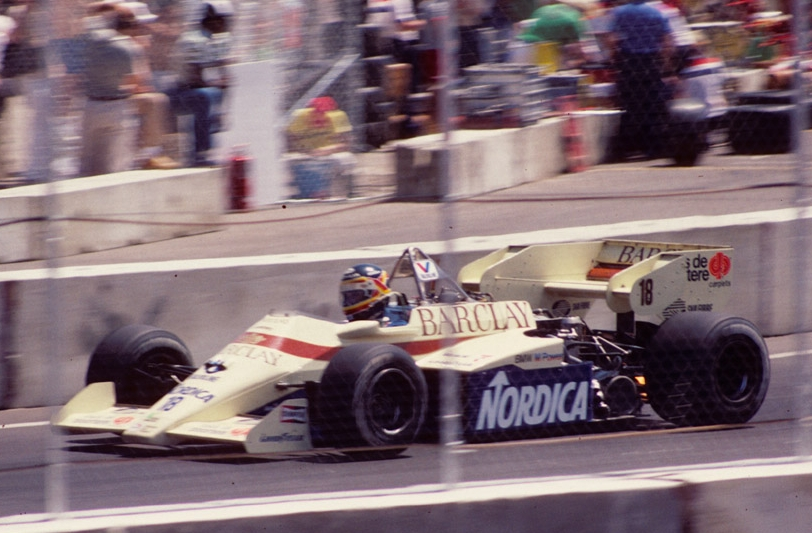
1984年ダラスGP

アロウズに残留し、開幕戦ブラジルGPで6位に入賞し、初めてポイントを獲得。その後、第4戦サンマリノGP・第12戦オーストリアGPでも5位に入り、計5ポイントを獲得しランキングは14位となった。また、全16戦中半数となる8度のリタイヤを喫しているが、大半がトラブルによるものだった（接触によるリタイヤは2回のみ）。
1985年
第3戦サンマリノGPで2位に入り、初表彰台を記録した。他にも4位1回・6位2回を記録し、ランキングは前年を上回る11位となった。また、リタイヤは16戦中4戦のみと、入賞圏外でも堅実なレース運びを見せた。
1986年
車両の信頼性に苦しめられ、全16戦中完走は6回にとどまった。完走した6戦のうち5戦がシングルフィニッシュだった（7位4回・8位1回）ものの、ノーポイントでシーズンを終えた。

#### ベネトン時代
1987年
ゲルハルト・ベルガーをフェラーリに奪われたピーター・コリンズからのオファーを受け、この年よりベネトンへ移籍。ロリー・バーン作のB187は搭載するフォード・ターボエンジンに問題を抱えていたが、コーナリング性能は良好で3位1回・4位2回・5位3回の成績で16ポイントを獲得。ドライバーズ・ランキング8位と自己ベストを更新し、チームメイトのテオ・ファビを上回る成績を残した。
1988年

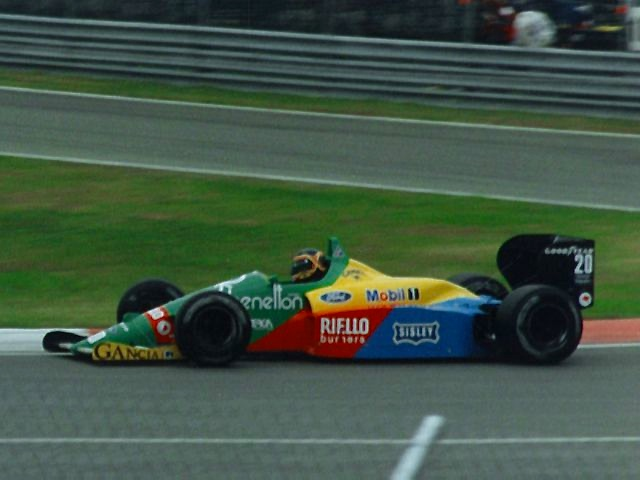
1988年カナダGP

前年からの改良発展型であるB188は、前年と変わってNAエンジンのDFR搭載となり、パワー面ではターボエンジン勢より劣勢であったが、優れたマシンバランスによるコーナリング性能でそれをカバーする高性能を示していた。最終的に16戦中5度の3位表彰台など計8度の入賞を記録し、NAエンジンを使用するドライバーでは最上位であるランキング4位に食い込んだ。同年の活躍はフランク・ウイリアムズの目に留まり、翌1989年からナイジェル・マンセルの後任として、より上位チームであるウィリアムズに2年契約で移籍することが7月のイギリスグランプリ期間中に早々と発表された。

#### ウィリアムズ時代
1989年

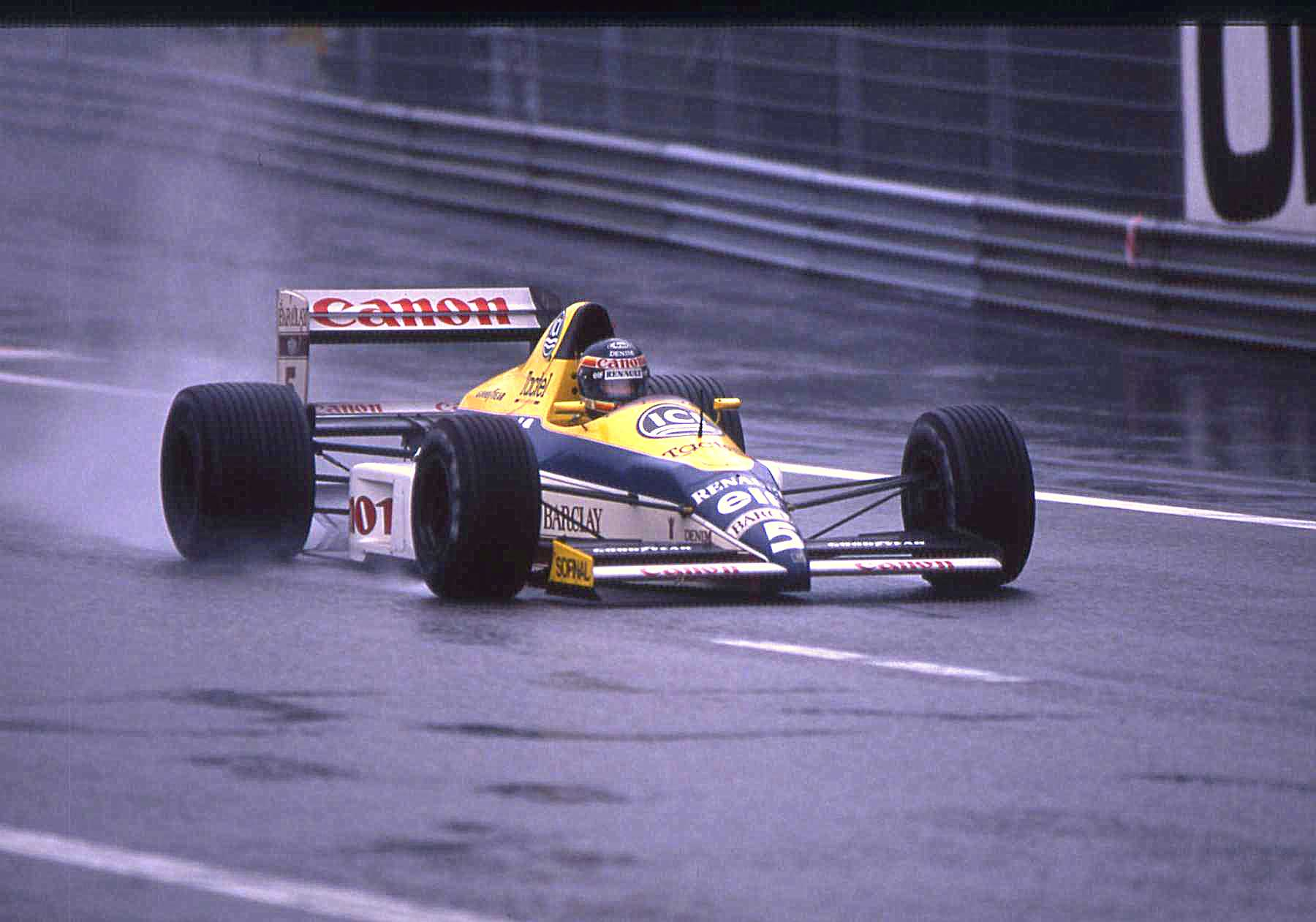
1989年ベルギーGP

第6戦カナダGPでF1初勝利、ウィリアムズに2年ぶりの勝利をもたらした。デビューから出走95戦目（予選不通過に終わった1984年モナコGPを含めるとエントリー96戦目）での初勝利は、ナイジェル・マンセルの72戦目を更新する当時の最遅初優勝記録であった。大雨となった最終戦オーストラリアGPでも優勝。シーズン2勝を含めた入賞8回で計37ポイントを獲得しドライバーズ・ランキング5位となった。チームメイトとなったリカルド・パトレーゼはブーツェンを評して、「ティエリーは政治力を持つ人物に気に入られようと陰で画策したりしないし、正直で素直なヤツだ。お互いに理解できているし、友情も生まれていると思う。去年ひどく暗い状態になっていたチームは、今年ティエリーの勝利のおかげで自信を蘇らすことが出来たよ。」と述べるなど、チーム状態も向上したシーズンとなった。
1990年
シーズン前半はミスもあったが後半は堅実に入賞し、第10戦ハンガリーGPではデビューから116戦目にして自身初（唯一）のポール・ポジションを獲得。これまた当時の最遅記録であった。このレースでは、アイルトン・セナをしのぎきり自身3勝目、初（唯一）のポール・トゥ・ウィンを果たした。また、初（唯一）のファステストラップを記録し、こちらも当時の最遅記録となった（現在は史上5位タイ）。
しかし、第2戦ブラジルGPを2位走行中で徐々にブレーキのストロークが長くなっていた事を忘れてピットイン時に止まれず交換タイヤを弾き飛ばして順位を11位にまで落としたり、第3戦サンマリノGPではギアボックスの不調もありながら1位で周回を重ねるもシフトミスでエンジンをオーバーレブさせてしまいリタイア、第5戦カナダGPの濡れた路面でコーナー突入前に姿勢を乱して左前方にいたリジェのニコラ・ラリーニに追突してしまい2台共リタイアした事で、フランクはブーツェンに見切りを付けたと言われており、表彰式を終えたブーツェンがピットに戻ると、チームのメンバーは既に帰り支度を終えた後だったという。フランクからの祝福の言葉も、後日ブーツェンの自宅にFAXで届いただけだった。
その後、翌年よりナイジェル・マンセルがウィリアムズに復帰することが決まり、ブーツェンはこのシーズン限りでウィリアムズを去った（この年はランキング6位）。

#### リジェ時代
1991年
翌1992年からのルノーエンジン提供が既に決まっていたリジェに移籍。しかし、ランボルギーニエンジンで走ったこの年は、予選落ちこそ無かったものの下位に埋もれ、チームメイトのエリック・コマス共々、1度も入賞の無いままシーズンを終える（最高位は2度の7位）。
1992年
ルノーエンジンを得てシーズンを戦うが、開幕戦南アフリカGPではコマスに予選で敗れ、決勝でも先行を許したまま終盤にリタイヤ。第2戦メキシコGPは予選では上回ったものの、決勝で抜かれコマスの後ろでゴール。第3戦ブラジルGPでは決勝でコマスに接触し、同士討ちによるリタイヤを喫してしまう。
その後、予選でコマスに敗れることは少なくなっていったが（最終的には10勝6敗）、コマスが4ポイントを獲得していたのに対し、ポイントを獲得出来ずにいた。第11戦ハンガリーGPでは、スタート直後に再びコマスと接触、後続のマシンも巻き込む多重事故を引き起こし、揃って十数秒でレースを終える事態を引き起こしている。最終戦オーストラリアGPにて、安定した走りで5位に入り2ポイントを獲得、ようやく結果を残した（ランキング14位）が、チームとの契約延長には至らず、他チームのシートも既に大半が埋まっていた。

#### ジョーダン時代
1993年

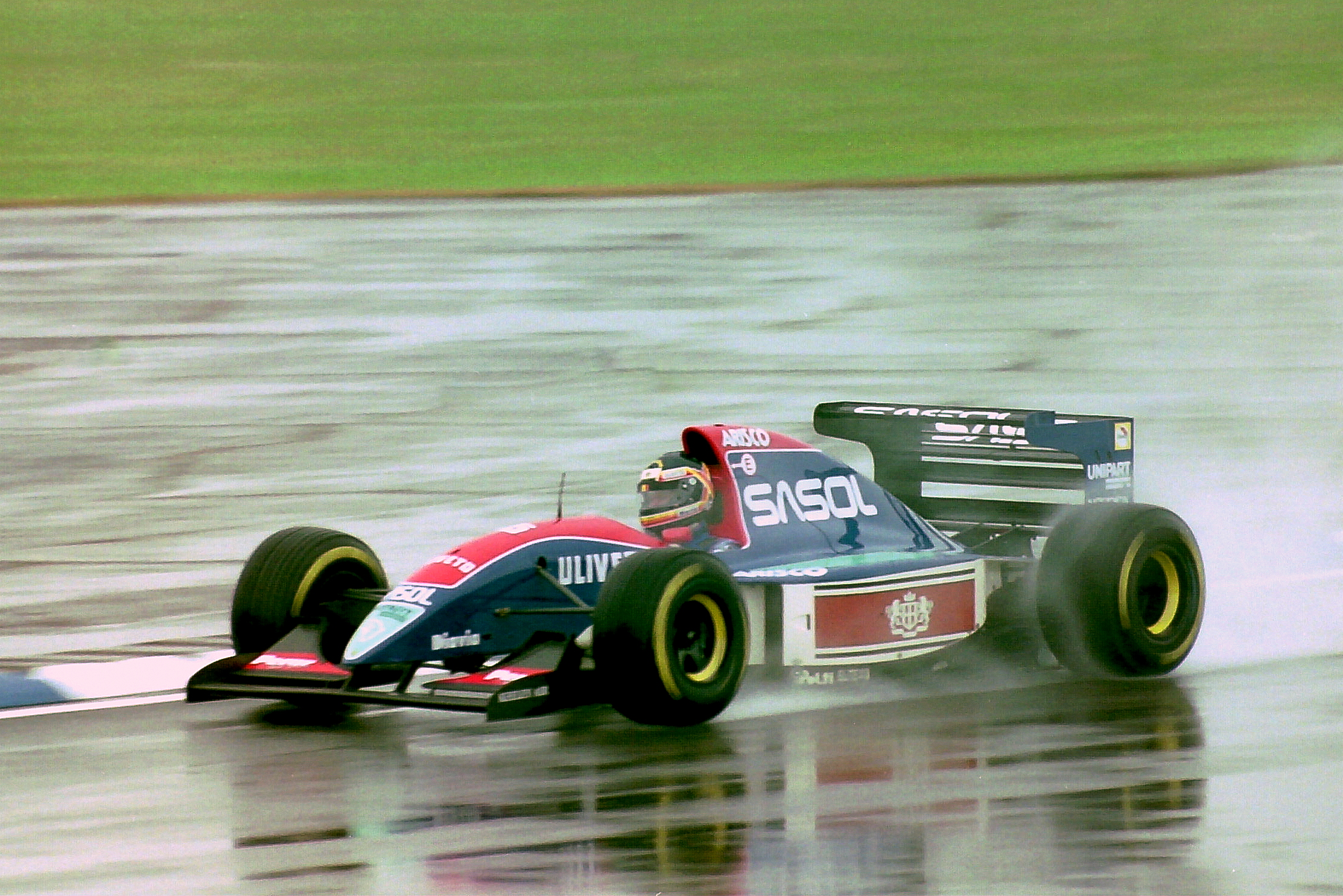
1993年イギリスGP

シーズン開幕時にレギュラーシートを確保できなかったが、サソル・ジョーダンから参戦していたイヴァン・カペリが、フェラーリでの前年に引き続き結果を出すことができず、開幕2戦のみでチームから離脱。ジョーダンのスポンサーを務めていたバークレイが後任にブーツェンを推薦したことから、第3戦ヨーロッパGPからジョーダンより参戦することとなった。
しかし途中参加したチームではチームメイトのルーベンス・バリチェロとの身長差が大きく、長身のブーツェンはシートが合わず、バリチェロが新人ながら度々光る走りを見せていたのに対し、ブーツェンは予選でバリチェロに全敗するなど好成績を残すことは出来なかった。F1デビューからちょうど10周年でもあった地元開催の第12戦ベルギーGPを最後にF1でのレースを引退すると表明。最後のグランプリはギアボックストラブルにより1周も出来ずリタイアで終えた。

### その他の活動
1985年にはデイトナ24時間レースでポルシェ・962をドライブし勝利を挙げた。F1を引退した後もプロレーサー業は続け、ビジネスに精を出す傍ら、スポーツカーレースなどに参戦。特に1998年・1999年には、ル・マン24時間レースでトヨタ・GT-Oneを駆っている。しかし、1999年のレースでは夜間に後続車に追突されクラッシュを起こし、背骨を折る重傷を負う。
この重傷を機に、1989年のF1初優勝からの10周年に近かったこともあり、レーシングドライバーの完全引退を決めた。家族とモナコに移り住み、航空機の販売を行う自身の企業「BOUTSEN AVIATION」の航空機ビジネスで成功している。
母国ベルギーを中心にレースへの関わりは継続しており、オリビエ・レインと共同でレーシングチーム「ブーツェン・ジニオンレーシング」を立ち上げオーナーとなった。チームはスパ・フランコルシャン24時間レースやヨーロピアン・ル・マン・シリーズ、GTワールドチャレンジ・ヨーロッパ、ランボルギーニ・スーパートロフェオなどに参戦している。2020年のスパ24時間では斬新なアートデザインカラーリングで参戦し、日本でも報じられた。

## エピソード
- 身長は183cm。5ヶ国語に長け、1982年からホンダF1エンジンの初期開発に1年間関わったことで日本語も少々わかるという。
- かかあ天下夫婦とされている。現役時代に夫人が眺める中、ブーツェン自身が芝刈り機を使っている写真が残されており、この様子はネタにされた。
- 飛行機やヘリコプターの操縦はプロ級の腕前で、F1引退後に専業している飛行機の販売業は現役時代から携わっており、自身のオフィスにはフランク・ウィリアムズから1万ポンド(約260万円)で譲り受けた、彼自身が初優勝を飾ったFW12Cが展示されている[注釈 7][12]。なお、モナコにあるブーツェンのオフィスはBS日テレがかつて放送していたテレビ番組「ホテルの窓から～見る 知る 歩く 世界の街～」の街頭インタビューをブーツェンが受けた事がきっかけで紹介されている。
- 仲の良いドライバーの1人に、アイルトン・セナがいた。これは、トレーニングをする場所が同じだったことで親交が深くなったという。その縁で、1994年のサンマリノGPでセナ事故死直後にウィリアムズからセナの代役ドライバーとしてのオファーが来るが、「もう2度とあんなところ（ウィリアムズ）に戻りたくない。｣として断っている[注釈 8]。また、サンパウロでのセナの告別式では、棺の一端を担いだ。
- 変人が多いとされた1980年代-1990年代前半のF1グランプリ界で真面目な性格で知られ、それがかえって「変わりもの」と扱われることもあった。またブーツェンの走りは「インテリジェンスな走法」とも呼ばれていた。
- 1987年のベネトンで同僚となったテオ・ファビとは、シーズンが後半になるにつれて関係が悪化しており、ファビがシートを失うことが確定していた最終戦オーストラリアGPでは、ブレーキトラブルで周回遅れとなっていたファビがブーツェンを執拗にブロック、3度のコースオフを喫した。結果的にブーツェンは4位（後日2位のセナが車体規格違反で失格となり3位に繰り上がり）でチェッカーを受けたが、レース後にこの一件をファビに抗議したところ、「お前はまだポールポジションも獲ってないくせに、3回PP獲ってから文句を言え」と言い返されたエピソードがある。
  - ファビとは後年に和解し、1993年のル・マン24時間レースでは共にプジョー・ワークスのプジョー・905に乗り共闘、2位表彰台を獲得している。
- 1989年サンマリノGPではレース序盤にブーツェンの直前を走行していたゲルハルト・ベルガーがコースアウト、側壁に衝突・大破炎上したためレースが中断された。再スタートまでの間にフジテレビのインタビューを受けたブーツェンが「（ベルガーのマシンの）何かが壊れたようだ、たぶんフロントウイングを失ったのではないか」と答える映像が残されている。（後に左フロントウイングの破損・脱落が原因と判明）
- 自身2勝目をあげた1989年オーストラリアGPでは、前方を走っていた周回遅れのベネトンのエマニュエル・ピロが、同僚のアレッサンドロ・ナニーニを追いつかせる為に、露骨なスロー走行をする場面があった。ピロをパスする際、豪雨の中抗議のため右腕を振り上げたが、もう一方の左手では同時にカウンターを当てて車を制御する走りを見せた。
- 1990年は16戦中10回ポイントを獲得するなど堅実に入賞していたため、フジテレビのF1中継で古舘伊知郎は「振り向けばブーツェン」「忘れた頃のブーツェン」と呼び実況していた。
- 1990年限りでウィリアムズから解雇された際には、「アラン・プロストやアイルトン・セナに代わられるならまだしも、ナイジェル・マンセルにとって代わられるのは理解できない」と、自分の力量に自信を持っている発言をした。また、尊敬するドライバーを聞かれると「自分」と答えていた。
- 1992年日本グランプリ前に「鈴鹿での思い出を」とインタビューを受けた際、「マーチBMWで参戦した全日本F2。後ろからどんどん抜いて行って最終的に2位に入ったレースさ。ウイナーはナカサン(中嶋悟)だ。完勝だったよ」と答えた。日本国内時代の中嶋悟を知るブーツェンは、他にも「日本では全く歯が立たなかったのに、F1に来てからはどうしてしまったのか」と、訝しがる趣旨の発言を何度かしていた。
- 2019年に鈴鹿サーキットで開催された「Suzuka Sound of Engine 2019」にゲストとして登場。ポルシェ・962Cに搭乗すると、1分59秒010という現役当時さながらのラップタイムを叩き出し会場を沸かせた。1988年の鈴鹿1000kmの予選でこの車両(同一個体かは不明)が記録した1分57秒709と比較しても1.3秒しか変わらない驚異的なタイムであった(ただし、コース改修の影響で1988年当時とはコーナー形状や全長が変わっているので単純には比較できない)。その後のトークショーでの本人の発言によると、「60%ほどのアタックで、全開アタックであれば55秒台は確実。」と述べた[13][14]。

## レース戦績

### イギリス・フォーミュラ3選手権
| 年     | チーム                         | シャシー    | エンジン    | 1   | 2   | 3   | 4   | 5        | 6   | 7   | 8   | 9   | 10  | 11  | 12  | 13    | 14  | 15  | 16  | 17  | 18  | 19  | 20  | 順位 | ポイント |
| ------ | ------------------------------ | ----------- | ----------- | --- | --- | --- | --- | -------- | --- | --- | --- | --- | --- | --- | --- | ----- | --- | --- | --- | --- | --- | --- | --- | ---- | -------- |
| 1979年 | ロジャー・ヘヴンス・レーシング | ラルト・RT1 | トヨタ 2T-G | SIL | THR | SIL | SNE | DON* DNQ | THR | BRH | DON | SIL | BRH | CAD | SIL |       | SNE | MAL | SIL | OUL | THR | SIL | THR | 19位 | 2        |
| 1979年 | レーシング・フォー・ゾルダー   | マーチ・793 | トヨタ 2T-G |     |     |     |     |          |     |     |     |     |     |     |     | SIL 5 |     |     |     |     |     |     |     | 19位 | 2        |

- * : ヨーロッパF3選手権との合同レース

### ヨーロッパ・フォーミュラ3選手権
| 年     | チーム                                           | シャシー         | エンジン     | タイヤ | 1       | 2       | 3     | 4     | 5        | 6      | 7       | 8       | 9       | 10     | 11       | 12      | 13    | 14    | 順位 | ポイント |
| ------ | ------------------------------------------------ | ---------------- | ------------ | ------ | ------- | ------- | ----- | ----- | -------- | ------ | ------- | ------- | ------- | ------ | -------- | ------- | ----- | ----- | ---- | -------- |
| 1979年 | ロジャー・ヘヴンス・レーシング                   | ラルト・RT1      | トヨタ・2T-G | G M&H  | VLL Ret | ÖST Ret | ZOL 5 | MAG 7 | DON* DNQ | ZAN 5  | PER Ret | MNZ DNQ | KNU Ret | KIN 10 | JAR 9    | KAS Ret |       |       | 13位 | 6        |
| 1980年 | マールボロ・レーシング フォー・ゾルダー&マランツ | マルティニ・MK31 | トヨタ・2T-G | G      | NÜR 1   | ÖST 2   | ZOL 1 | MAG 1 | ZAN 2    | LAC 10 | MUG 5   | MNZ 13  | MIS 8   | KNU 2  | SIL* Ret | JAR 4   | KAS 4 | ZOL 6 | 2位  | 54       |

- * : イギリスF3選手権との合同レース

### ヨーロッパ・フォーミュラ2選手権
| 年     | エントラント                             | シャーシ        | エンジン       | タイヤ | 1       | 2       | 3       | 4     | 5     | 6       | 7     | 8     | 9       | 10     | 11    | 12    | 13    | 順位 | ポイント |
| ------ | ---------------------------------------- | --------------- | -------------- | ------ | ------- | ------- | ------- | ----- | ----- | ------- | ----- | ----- | ------- | ------ | ----- | ----- | ----- | ---- | -------- |
| 1981年 | マールボロ・レーシング・フォー・ゾルダー | マーチ・812     | BMW・M12/7     | B      | SIL Ret | HOC Ret | THR Ret | NÜR 1 | VLL 3 | MUG Ret | PAU 2 | PER 1 | SPA 2   | DON 12 | MIS 8 | MAN 4 |       | 2位  | 37       |
| 1982年 | マールボロ・チームスピリット             | スピリット・201 | ホンダ・RA262E | B      | SIL 12  | HOC 2   | THR 3   | NÜR 1 | MUG 4 | VLL 6   | PAU 2 | SPA 1 | HOC Ret | DON 9  | MAN 4 | PER 1 | MIS 6 | 3位  | 50       |

### F1
| 年     | 所属チーム   | シャシー | 1       | 2       | 3       | 4       | 5       | 6       | 7       | 8       | 9       | 10      | 11      | 12      | 13      | 14      | 15      | 16      | WDC       | ポイント |
| ------ | ------------ | -------- | ------- | ------- | ------- | ------- | ------- | ------- | ------- | ------- | ------- | ------- | ------- | ------- | ------- | ------- | ------- | ------- | --------- | -------- |
| 1983年 | アロウズ     | A6       | BRA     | USW     | FRA     | SMR     | MON     | BEL Ret | DET 7   | CAN 7   | GBR 15  | GER 9   | AUT 13  | NED 14  | ITA Ret | EUR 11  | RSA 9   |         | NC (21位) | 0        |
| 1984年 | アロウズ     | A6       | BRA 6   | RSA 12  |         | SMR 5   |         |         |         |         |         |         |         |         |         |         |         |         | 15位      | 5        |
| 1984年 | アロウズ     | A7       |         |         | BEL Ret |         | FRA 11  | MON DNQ | CAN Ret | DET Ret | DAL Ret | GBR Ret | GER Ret | AUT 5   | NED Ret | ITA 10  | EUR 9   | POR Ret | 15位      | 5        |
| 1985年 | アロウズ     | A8       | BRA 11  | POR Ret | SMR 2   | MON 9   | CAN 9   | DET 7   | FRA 9   | GBR Ret | GER 4   | AUT 8   | NED Ret | ITA 9   | BEL 10  | EUR 6   | RSA 6   | AUS Ret | 11位      | 11       |
| 1986年 | アロウズ     | A8       | BRA Ret | ESP 7   | SMR 7   | MON 8   | BEL Ret | CAN Ret | DET Ret | FRA NC  | GBR NC  |         | HUN Ret |         | ITA 7   | POR 10  | MEX 7   | AUS Ret | NC (20位) | 0        |
| 1986年 | アロウズ     | A9       |         |         |         |         |         |         |         |         |         | GER Ret |         | AUT Ret |         |         |         |         | NC (20位) | 0        |
| 1987年 | ベネトン     | B187     | BRA 5   | SMR Ret | BEL Ret | MON Ret | DET Ret | FRA Ret | GBR 7   | GER Ret | HUN 4   | AUT 4   | ITA 5   | POR 14  | ESP 16  | MEX Ret | JPN 5   | AUS 3   | 8位       | 16       |
| 1988年 | ベネトン     | B188     | BRA 7   | SMR 4   | MON 8   | MEX 8   | CAN 3   | DET 3   | FRA Ret | GBR Ret | GER 6   | HUN 3   | BEL DSQ | ITA 6   | POR 3   | ESP 9   | JPN 3   | AUS 5   | 4位       | 27       |
| 1989年 | ウィリアムズ | FW12C    | BRA Ret | SMR 4   | MON 10  | MEX Ret | USA 6   | CAN 1   | FRA Ret | GBR 10  | GER Ret | HUN 3   | BEL 4   | ITA 3   |         |         |         |         | 5位       | 37       |
| 1989年 | ウィリアムズ | FW13     |         |         |         |         |         |         |         |         |         |         |         |         | POR Ret | ESP Ret | JPN 3   | AUS 1   | 5位       | 37       |
| 1990年 | ウィリアムズ | FW13B    | USA 3   | BRA 5   | SMR Ret | MON 4   | CAN Ret | MEX 5   | FRA Ret | GBR 2   | GER 6   | HUN 1   | BEL Ret | ITA Ret | POR Ret | ESP 4   | JPN 5   | AUS 5   | 6位       | 34       |
| 1991年 | リジェ       | JS35     | USA Ret | BRA 10  | SMR 7   | MON 7   | CAN Ret | MEX 8   |         |         |         |         |         |         |         |         |         |         | NC (26位) | 0        |
| 1991年 | リジェ       | JS35B    |         |         |         |         |         |         | FRA 12  | GBR Ret | GER 9   | HUN 17  | BEL 11  | ITA Ret | POR 16  | ESP Ret | JPN 9   | AUS Ret | NC (26位) | 0        |
| 1992年 | リジェ       | JS37     | RSA Ret | MEX 10  | BRA Ret | ESP Ret | SMR Ret | MON 12  | CAN 10  | FRA Ret | GBR 10  | GER 7   | HUN Ret | BEL Ret | ITA Ret | POR 8   | JPN Ret | AUS 5   | 14位      | 2        |
| 1993年 | ジョーダン   | 193      | RSA     | BRA     | EUR Ret | SMR Ret | ESP 11  | MON Ret | CAN 12  | FRA 11  | GBR Ret | GER 13  | HUN 9   | BEL Ret | ITA     | POR     | JPN     | AUS     | NC (26位) | 0        |

- 太字はポールポジション、斜字はファステストラップ。(key)

### ル・マン24時間レース
| 年     | チーム                                          | コ・ドライバー                                  | 車                            | クラス | 周回 | 総合順位 | クラス順位 |
| ------ | ----------------------------------------------- | ----------------------------------------------- | ----------------------------- | ------ | ---- | -------- | ---------- |
| 1981年 | WM A.E.R.E.M.                                   | セルジュ・ソルニエ ミシェル・ピニャール         | WM・P81-プジョー              | C      | 15   | DNF      | DNF        |
| 1983年 | フォード・フランス                              | アンリ・ペスカロロ                              | ロンドー・M482-コスワース DFL | C      | 174  | DNF      | DNF        |
| 1986年 | ブルン・モータースポーツ                        | アラン・フェルテ ディディアー・セイス           | ポルシェ・956                 | C1     | 89   | DNF      | DNF        |
| 1993年 | プジョー・タルボ・スポール                      | ヤニック・ダルマス テオ・ファビ                 | プジョー・905 Evo 1B          | C1     | 374  | 2位      | 2位        |
| 1994年 | ル・マン・ポルシェチーム ヨースト・レーシング   | ハンス＝ヨアヒム・スタック ダニー・サリバン     | ダウアー・962LM               | GT1    | 343  | 3位      | 2位        |
| 1995年 | ポルシェ・クレマー・レーシング                  | ハンス＝ヨアヒム・スタック クリストフ・ブシュー | クレマー・K8 スパイダー       | WSC    | 289  | 6位      | 2位        |
| 1996年 | ポルシェ AG                                     | ハンス＝ヨアヒム・スタック ボブ・ウォレク       | ポルシェ・911 GT1             | GT1    | 353  | 2位      | 1位        |
| 1997年 | ポルシェ AG                                     | ハンス＝ヨアヒム・スタック ボブ・ウォレク       | ポルシェ・911 GT1             | GT1    | 238  | DNF      | DNF        |
| 1998年 | トヨタ・モータースポーツ トヨタチームヨーロッパ | ラルフ・ケルナーズ ジェフ・リース               | トヨタ・GT-One TS020          | GT1    | 330  | DNF      | DNF        |
| 1999年 | トヨタ・モータースポーツ トヨタチームヨーロッパ | ラルフ・ケルナーズ アラン・マクニッシュ         | トヨタ・GT-One TS020          | LMGTP  | 173  | DNF      | DNF        |

### セブリング12時間レース
| 年     | チーム                   | コ・ドライバー                      | 車両                  | クラス | 周回 | 総合順位 | クラス順位 |
| ------ | ------------------------ | ----------------------------------- | --------------------- | ------ | ---- | -------- | ---------- |
| 1998年 | チャンピオン・レーシング | ボブ・ウォレク アンディ・プリグラム | ポルシェ・911 GT1 EVO | GT1    | 318  | 3位      | 2位        |
| 1999年 | チャンピオン・レーシング | ディルク・ミューラー ボブ・ウォレク | ポルシェ・911 GT1 EVO | LMP    | 308  | 4位      | 4位        |

### ドイツ・スーパーツーリング選手権
| 年     | チーム                                 | 使用車両                | 1        | 2         | 3         | 4        | 5        | 6         | 7        | 8        | 9         | 10       | 11       | 12        | 13       | 14       | 15       | 16       | 17    | 18    | 順位 | ポイント |
| ------ | -------------------------------------- | ----------------------- | -------- | --------- | --------- | -------- | -------- | --------- | -------- | -------- | --------- | -------- | -------- | --------- | -------- | -------- | -------- | -------- | ----- | ----- | ---- | -------- |
| 1994年 | エッゲンバーガー・モータースポーツ     | フォード・モンデオ ギア | AVU 4    | WUN 11    | ZOL 14    | ZAN Ret  | ÖST 7    | SAL 6     | SPA Ret  | NÜR 8    |           |          |          |           |          |          |          |          |       |       | 10位 | 23       |
| 1995年 | フォード・モンデオ・チーム・シューベル | フォード・モンデオ 4x4  | ZOL 1 10 | ZOL 2 Ret | SPA 1 Ret | SPA 2 NC | ÖST 1 22 | ÖST 2 Ret | HOC 1 NC | HOC 2 12 | NÜR 1 Ret | NÜR 2 15 | SAL 1 14 | SAL 2 Ret | AVU 1 14 | AVU 2 10 | NÜR 1 14 | NÜR 2 10 |       |       | 18位 | 95       |
| 1996年 | フォード・モンデオ・チーム・シューベル | フォード・モンデオ ギア | ZOL 1 13 | ZOL 2 Ret | ASS 1 18  | ASS 2 16 | HOC 1    | HOC 2     | SAC 1    | SAC 2    | WUN 1     | WUN 2    | ZWE 1    | ZWE 2     | SAL 1    | SAL 2    | AVU 1    | AVU 2    | NÜR 1 | NÜR 2 | 30位 | 21       |

- 太字はポールポジション、斜字はファステストラップ。(key)

### FIA ツーリング・カー・ワールド・カップ
| 年     | 国籍     | エントラント                 | 車両               | 1        | 2        | 順位 | ポイント |
| ------ | -------- | ---------------------------- | ------------------ | -------- | -------- | ---- | -------- |
| 1995年 | ベルギー | フォード・チーム・シューベル | フォード・モンデオ | LEC 1 29 | LEC 2 25 | 35位 | 0        |